# Parada (Vila do Conde)
Parada era una freguesia portuguesa del municipio de Vila do Conde, distrito de Oporto.

## Historia
En su origen medieval (documentado al menos desde el siglo XII) la freguesia, con el nombre de Santo André de Parada, fue una vicaría del monasterio de São Simão de Junqueira, pasando después a rectoría. Insertada en el siglo XIX en la organización municipal, perteneció al municipio de Póvoa de Varzim antes de integrarse en el de Vila do Conde en 1853.
Fue suprimida el 28 de enero de 2013, en aplicación de una resolución de la Asamblea de la República portuguesa promulgada el 16 de enero de 2013 al unirse con las freguesias de Bagunte, Ferreiró y Outeiro Maior, formando la nueva freguesia de Bagunte, Ferreiró, Outeiro Maior e Parada.